# The Lighthouse (opera)
The Lighthouse è un'opera da camera con parole e musica di Peter Maxwell Davies.

## Storia della composizione
Lo scenario è stato ispirato da una storia vera. Nel dicembre 1900 una nave-faro da rifornimento chiamata Hesperus, con sede a Stromness, Isole Orcadi, fece il suo normale giro di servizio alle Isole Flannan nelle Ebridi Esterne della Scozia. Il faro era vuoto: tutti e tre i letti e il tavolo sembravano essere stati lasciati in fretta e la lampada, sebbene spenta, funzionava perfettamente, ma gli uomini erano spariti nel nulla. Il compositore si è preso delle libertà e ha cambiato il nome del faro in Fladda, non essendo questo un nome usuale nelle isole occidentali della Scozia, per evitare offese o angosce a eventuali parenti di coloro che erano coinvolti nell'incidente originale.

## Storia delle esecuzioni
Fu eseguita per la prima volta ad Edimburgo, in Scozia, il 2 settembre 1980 come parte del Festival di Edimburgo. I cantanti erano Neil Mackie (tenore), Michael Rippon (baritono) e David Wilson-Johnson (basso-baritono) con The Fires of London diretti da Richard Dufallo. Le prime rappresentazioni londinesi ebbero luogo al Sadlers Wells Theatre il 14, 17 e 18 luglio 1981 con lo stesso cast, diretto da John Carewe.
Nel 1983 la Boston Shakespeare Company ha presentato una produzione diretta da Peter Sellars con Michael Brown (tenore), Sanford Sylvan (baritono), Kenneth Bell (basso), diretta da David Hoose, video di Michael Nishball, costumi di Ellen McCartney e luci di James F. Ingalls. Scrivendo per il New York Times, John Rockwell descrisse la produzione come "splendidamente realizzata musicalmente ed emozionante come il teatro". Un'altra compagnia di Boston, la Boston Lyric Opera, ha dato due spettacoli nel febbraio 2012.
Il Chicago Opera Theatre ha presentato una produzione nel 1990.
La Dallas Opera ha dato tre spettacoli del lavoro come parte della sua "Chamber Opera Series" nel marzo 2012.
La English Touring Opera, che ha sede a Londra, ha presentato due spettacoli lì nell'ottobre 2012 insieme ad altri cinque in diverse località inglesi in ottobre e novembre.

## Ruoli
| Ruolo                                      | Registro vocale | Cast della Première, 2 settembre 1980 (Direttore: Richard Dufallo) |
| ------------------------------------------ | --------------- | ------------------------------------------------------------------ |
| Sandy, primo ufficiale                     | tenore          | Neil Mackie                                                        |
| Blazes, secondo ufficiale                  | baritono        | Michael Rippon                                                     |
| Arthur, terzo ufficiale, Voce delle carte) | basso           | David Wilson-Johnson                                               |

## Trama

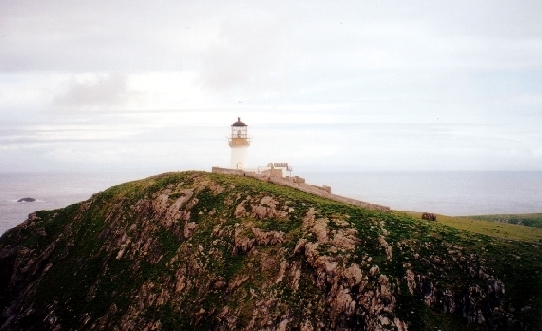
Il faro in questione, situato su Eilean Mor nelle Isole Flannan

L'opera si apre con un prologo in cui tre ufficiali (tenore, baritono e basso) si rivolgono a una commissione d'inchiesta. Collegano il loro viaggio al faro buio e alla scoperta che l'equipaggio era scomparso, ma diventano sempre più nervosi rispondendo alle domande poste loro dal corno francese dell'orchestra e iniziano a contraddirsi a vicenda sui dettagli. Tuttavia, viene registrato un verdetto aperto e il trio canta della sostituzione del faro maledetto con un sistema automatico.
La lanterna raggiunge la massima luminosità e la seconda metà, sottotitolata "Il grido della bestia", si apre nel faro. Arthur (basso) è in primo piano per la cortesia e Blazes (baritono) si lamenta del cibo e della troupe di soccorso in ritardo, mentre Sandy (tenore) cerca di mantenere la pace tra i due. Propone un gioco di cribbage e il bigotto Arthur esce per accendere la lanterna, pronunciando terribili previsioni come la Voce delle Carte fuori scena. Ritorna proprio mentre scoppia una rissa per una carta nascosta nella mano da Blazes. Sandy propone loro di passare il tempo con canzoni "per non finire come bestie in gabbia, mangiandoci a vicenda". Blazes è d'accordo: "... allora vedremo chi è il re, chi diavolo e chi è lo sciocco tra noi". Canta per primo, con "Quando ero bambino la nostra strada aveva una banda". Accompagnato da ossa, violino e banjo, racconta un omicidio commesso da Blazes, per il quale suo padre fu arrestato e impiccato.
Sandy fa il suo turno con una sentimentale ballata d'amore accompagnata da violoncello e pianoforte. Le tre strofe si trasformano in un gioco di parole meno innocente quando vengono riprese dagli altri due: "... oh, che tu mi tenessi ... per il cazzo... vengo ... cantando forte ... sono eccitato" . Arthur ribatte con una canzone dell'Esercito della Salvezza sul Vitello d'Oro (ottoni, clarinetto e tamburello) in cui sembra gloriarsi personalmente della sconfitta dei Leviti. Con sgomento i tre notano l'arrivo della nebbia: deve ora entrare in funzione il corno, per evocare prima i fantasmi dei Blaze, poi i ricordi di Sandy di sua sorella e di una compagna di scuola. Ad Arthur il corno evoca il vitello d'oro che vede muoversi attraverso le acque per reclamarli. "L'unica cura è uccidere la bestia!" grida, convincendo gli altri ad armarsi e ad avanzare, cantando un De profundis, nella notte, verso il suo abbagliante occhio luminoso.
Quando la musica si calma, si vede che la luce appartiene alla nave di soccorso e sono visibili i tre ufficiali di soccorso. "Abbiamo dovuto difenderci, per Dio!" Sono d'accordo sulla loro storia e si mettono in ordine rapidamente.

## Orchestra
I sei musicisti regolari di The Fires of London sono stati aumentati a 12 come segue: flauto, (anche ottavino e flauto contralto), clarinetto in la (anche clarinetto basso in si bemolle); corno in fa, tromba in do, trombone; archi solisti (violino, viola, violoncello, contrabbasso); pianoforte (anche celesta e pianoforte verticale scordato), chitarra (anche banjo).
Le percussioni comprendevano marimba, glockenspiel, timpani, crotali, rototom, grancassa, ossa, piccolo piatto sospeso, rullante, tamburello, maracas, tom-tom e tam-tam, tutti suonati da un percussionista, e in aggiunta flexatone e fischio dell'arbitro (pianista ), grancassa (chitarrista), tamtam (violinista) e altri due flexatone (violista).